# Лунєво (Нижньогородська область)
Лунєво (рос. Лунево) — присілок в Большемурашкинському районі Нижньогородської області Російської Федерації.
Населення становить 18 осіб. Входить до складу муніципального утворення Холязинська сільрада.

## Історія
Від 2009 року входить до складу муніципального утворення Холязинська сільрада.

## Населення
| 2002 | 2010 |
| ---- | ---- |
| 17   | ↗18  |